# Liste von Höhlen in Südamerika
Dieser Artikel listet Höhlen in Südamerika auf.

## Brasilien
- Conjunto Santa Rita
- Conjunto Sao Mateus/Imbira
- Toca da Barriguda
- Toca da Boa Vista

## Chile
- Cueva del Milodón

## Peru
- Guitarrero-Höhle

## Venezuela
- Cueva del Guácharo, Caripe, Monagas
- Cueva Ojos de Cristal, Roraima-Tepui
- Muchimuk-Höhlensystem